# Лимфатическое сердце
Лимфатическое сердце — особый орган лимфатической системы у ряда позвоночных, служащий для передвижения лимфы и обладающий способностью ритмически сокращаться.

## Общая анатомия и физиология лимфатического сердца
Лимфатическое сердце представляет собой расширение лимфатических сосудов, расположенное перед их впадением в вены. Оно имеет 1 или 2 камеры, а непосредственно перед впадением в вены — клапаны, не позволяющие крови входить в него. Стенка имеет эндотелиальный, мышечный и соединительнотканный слои. У рыб и земноводных мышечный слой состоит из скелетной мышечной ткани, поэтому регулируется ЦНС. Поперечнополосатые мышечные волокна соединяются (анастомозируют).
Лимфатическое сердце служит для накопления лимфы и её дальнейшей перекачки в вены.

## Особенности анатомии лимфатического сердца у разных животных
Лимфатические сердца имеются у большинства групп позвоночных — круглоротых, рыб, амфибий и рептилий, а также у эмбрионов птиц (и у некоторых взрослых).
У бесхвостых земноводных во взрослом состоянии их две пары: одна лежит между поперечными отростками 3-го и 4-го позвонков, другая под кожей на заднем конце тела (у форм с тонкой кожей, например древесницы, биение их заметно сквозь кожу). У лягушки пара передних лимфатических сердец расположена по бокам от уростиля и сокращаются 30-50 раз в минуту. На определённой стадии развития головастика закладываются ещё 4 пары задних лимфатических сердец, соединённых с подкожными лимфатическими полостями. Поэтому у головастиков лягушек по бокам основания хвоста есть по пять лимфатических сердец.
У хвостатых земноводных (саламандры, аксолотля) число их доходит до 20 пар, и они расположены по бокам тела, вдоль боковых линий.
У пресмыкающихся есть лишь задняя пара лимфатических сердец, лежащая на границе тела и хвоста на поперечных отростках позвонков или рёбрах. В связи с появлением развитого малого круга кровообращения благодаря окончательной замене жабр лёгкими необходимость в этом органе небольшая — работа сердца облегчает движение лимфы без дополнительных органов.
У практически всех видов птиц происходит редукция лимфатических сердец. У млекопитающих с развитием сердца, сосудов и скелетных мышц необходимость в лимфатическом сердце полностью отпадает. Дело в том, что развитая сердечно-сосудистая система у млекопитающих действует как мощный насос, откачивающий лимфу, а мышцы, активно сокращаясь, также способствуют облегчению её движения и необходимость в дополнительном органе для её перекачивания отсутствует.